# Silylgroep
Een silylgroep is een functionele groep, afgeleid van silaan, analoog aan een alkylgroep. Het bestaat uit enkele koolstof- en waterstofatomen en minstens een siliciumatoom, die de plaats van een koolstof inneemt. Wanneer men over de functionele groep op zich spreekt, kan men ze voorstellen als radicalen, door verwijdering van een waterstofatoom van het siliciumatoom. Een silyl kan worden gevormd door middel van silylering. 
De silylgroep wordt gebruikt als beschermende groep voor alcoholen en voor enolen (deze worden silylenolethers genoemd).